# Necrópolis de Carenque

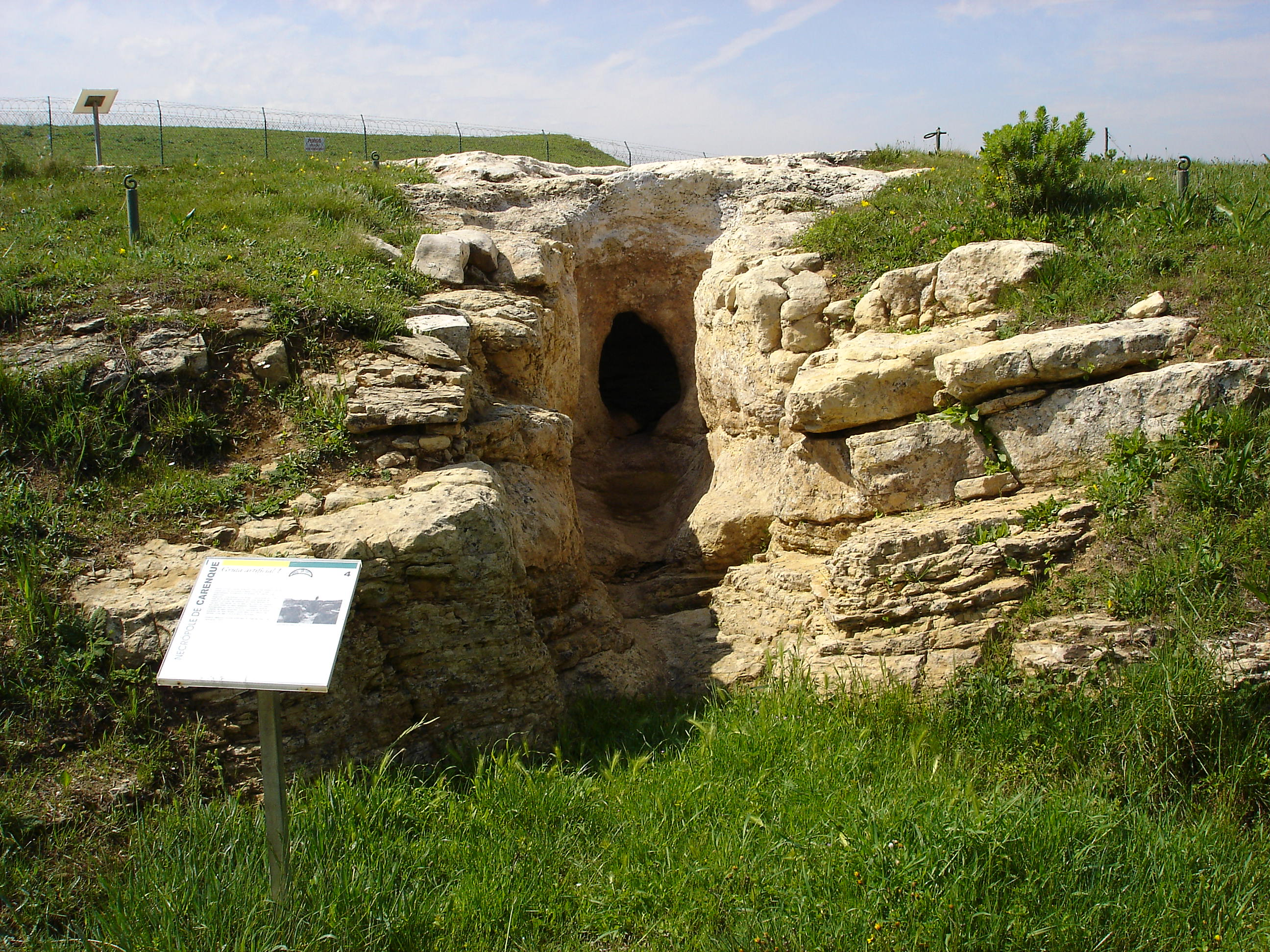
Necrópole de Carenque

La necrópolis de Carenque es un sitio arqueológico que consta de tres tumbas colectivas excavadas en los afloramientos de piedra caliza de Tojal de Vila Chã, parroquia de Mina, en Amadora, Portugal. Estos sepulcros o tumbas, denominadas genéricamente cuevas artificiales porque fueron excavadas en la roca (hipogeos), forman parte de una tradición cultural funeraria mediterránea, en una fase tardía del megalitismo. La construcción y las primeras deposiciones de cadáveres se remontan a finales del Neolítico (IV milenio a. C.), y también se registra su uso posterior en el período calcolítico.

## Historia
Fueron descubiertas y excavadas por Manuel Heleno en 1932. Están clasificadas como Monumento Nacional (Decreto n.º 26235 del 20 de enero de 1936).
Tienen una arquitectura característica, con acceso a través de un corredor que se comunica con una cámara funeraria a través de un pequeño portal de formas redondeadas. Tanto el corredor como este tragaluz estaban cubiertos con losas de piedra caliza, cerrando la estructura al exterior.
De los muertos enterrados allí, se sabe poco. No es seguro que todos procedan del mismo pueblo o que hayan pertenecido a alguna formación social específica con acceso exclusivo a la necrópolis. Se desconoce casi todo acerca de los rituales a los que fueron sometidos, pero se acepta, por lo que se conoce de esta cultura, que en las deposiciones más antiguas los cadáveres pueden haber sido puestos en cuclillas contra las paredes, en posición fetal y rodeados por las respectivas ofrendas.
En los sepulcros se han encontrado algunos huesos de individuos representativos de los tipos humanos que entonces habitaban en el sur de Extremadura. También hay objetos de cerámica, materiales líticos y metálicos, así como materiales votivos, que acompañaban a los muertos en el ritual funerario. Los más frecuentes son los ídolos de piedra caliza, que van desde cilindros lisos o decorados hasta representaciones de utensilios como la azuela, y también se recogieron en piedra caliza placas de esquisto y lunas (media luna), ambas con agujeros para poder suspenderlas. Estos artefactos están en depósito en el Museo Nacional de Arqueología de Lisboa, integrando ocasionalmente exposiciones desarrolladas por esta institución.